# Milesova obrana
Milesova obrana  je šachové zahájení, začínající tahy
1. e4 a6
Černý dovolí bílému vybudovat silný pěšcový střed a sám vystaví výstavbu a6,b5,Sb7 a následně vyvine jezdce a napadá centrum pěšci c,d a e s následnou krátkou rošádou. Hra velmi často přechází do polské obrany (1.d4 b5), zřídka do sicilské obrany. Poprvé byla zaznamenána roku 1868, kdy s ní amatér J. Baker porazil prvního mistra světa Wilhelma Steinitze. Roku 1980 ji použil Tony Miles v zápase proti tehdejšímu mistru světa Karpovovi, jeho vítězství s tímto pochybným systémem bylo takovým překvapením, že systém v českém prostředí nese jeho jméno. V anglosaských zemích je zahájení pojmenováno "Obrana svatého Jiří".

## Známé partie

### Anatolij Karpov - Tony Miles, Mistrovství Evropy družstev 1980
1.e4 a6 2.d4 b5 3.Jf3 Sb7 4.Sd3 Jf6 5.De2 e6 6.a4 c5 7.dxc5 Sxc5 8.Jbd2 b4 9.e5 Jd5 10.Je4 Se7 11.0-0 Jc6 12.Sd2 Dc7 13.c4 bxc3 14.Jxc3 Jxc3 15.Sxc3 Jb4 16.Sxb4 Sxb4 17.Vac1 Db6 18.Se4 0-0!? 19.Jg5 (19.Sxh7+!? by byla zajímavá oběť) h6 20.Sh7+ Kh8 21.Sb1 Se7 22.Je4 Vac8 23.Dd3 Vxc1 24.Vxc1 Dxb2 25.Ve1 Dxe5 26.Dxd7 Sb4 27.Ve3 Dd5 28.Dxd5 Sxd5 29.Jc3 Vc8 30.Je2 g5 31.h4 Kg7 32.hxg5 hxg5 33.Sd3 a5 34.Vg3 Kf6 35.Vg4 Sd6 36.Kf1 Se5 37.Ke1 Vh8 38.f4 gxf4 39.Jxf4 Sc6 40.Je2 Vh1+ 41.Kd2 Vh2 42.g3 Sf3 43.Vg8 Vg2 44.Ke1 Sxe2 45.Sxe2 Vxg3 46.Va8 Sc7 0-1 .